# Abdellah Taïa
Abdellah Taïa (em árabe: عبد الله الطايع; Salé, 1973) é um escritor e cineasta marroquino que escreve em francês e mora em Paris desde 1999. Ele publicou nove romances, muitos deles fortemente autobiográficos. Seus livros foram traduzidos para basco, neerlandês, alemão, inglês, italiano, português, romeno, grego, espanhol, sueco, dinamarquês e árabe.
Descrito pela Interview Magazine como um "transgressor literário e modelo cultural", Taïa tornou-se o primeiro escritor árabe abertamente gay em 2006, e, em 2014, continua a ser o único escritor ou cineasta marroquino abertamente homossexual. Seu primeiro filme, Salvation Army, é amplamente considerado como tendo dado ao cinema árabe "seu primeiro protagonista gay". Desde que se assumiu, de acordo com uma fonte, Taïa "tornou-se uma figura icônica em sua terra natal, Marrocos, e em todo o mundo árabe, e um farol de esperança em um país onde a homossexualidade é ilegal".

## Primeiros anos e educação
Taïa nasceu em 1973 em Rabat, capital do Marrocos. De acordo com o The New York Times, Taïa "nasceu dentro da biblioteca pública de Rabat (...) onde seu pai trabalhava como zelador e onde sua família viveu até os dois anos de idade". Ele cresceu em Hay Salam, um bairro de Salé, uma cidade perto de Rabat. Sua família era pobre. Ele tinha nove irmãos. Seu primeiro contato com a literatura foi por meio do trabalho de seu pai na biblioteca.
Taïa viveu em Hay Salam de 1974 a 1998. Ele descreveu a experiência:
Tudo o que eu conheço do mundo vem desta cidade e deste bairro. Tudo o que quero colocar no meu livro também vem deste mundo. A casa onde eu morava era muito pequena, apenas três quartos para onze pessoas. Um quarto para o meu pai, o segundo para o meu irmão mais velho, Abdelkebir, que exerceu uma grande influência sobre mim, e o último para o resto da família: a minha mãe, as minhas seis irmãs, o meu irmãozinho e eu. A vida para mim ainda gira em torno destas três salas. Os gostos, os cheiros, as imagens, as ideias de medo e transgressão são todos provenientes desta casa, esta pobre família que eu amo e odeio ao mesmo tempo. Durante muitos anos, fomos muito pobres, não tínhamos comida suficiente e brigávamos muito uns com os outros. As estruturas de poder dentro da família eram um espelho da ditadura que o Marrocos vivia na época.
Quando era criança, ele tocou em um gerador de alta voltagem e ficou inconsciente, sendo dado como morto por uma hora. Depois que ele acordou, ele foi rotulado de "o menino milagre". Em 2010, ele disse: "Ainda tenho um pouco da eletricidade que consegui naquele dia. Eu estava em algum lugar durante aquele 'tempo morto', mas onde, eu não sei. Talvez a razão pela qual eu escrevo seja porque eu quero saber a resposta para essa pergunta."
Taïa era um menino afeminado que "sempre soube que ele era gay". Durante a maior parte de sua infância, segundo o The New York Times, "ele escondeu sua sexualidade o melhor que pôde, mas seu comportamento afeminado trouxe zombaria e abuso, embora mais tarde se tornasse uma fonte de inspiração artística." Sua família "provavelmente sempre soube" que ele era gay, disse mais tarde, mas eles "nunca falaram sobre isso." Quando ele tinha 11 anos, uma multidão de homens se reuniu do lado de fora da casa de sua família e gritou para que ele saísse para ser estuprado. "Todos ouviram, não só a minha família mas toda a vizinhança," ele mais tarde lembrou. "O que vi claramente foi que é assim que a sociedade funciona e que ninguém pode te proteger, nem mesmo seus pais. Foi quando eu percebi que tinha que esconder quem sou."
Ele descreveu este incidente detalhadamente num artigo de opinião de 2012 para o The New York Times, intitulado "Um garoto a ser sacrificado" (A Boy to Be Sacrificed):
No Marrocos dos anos 80, onde a homossexualidade não existia, claro, eu era um menino afeminado, um menino a ser sacrificado, um corpo humilhado que se carregava toda hipocrisia, tudo deixado por dizer. Quando eu tinha 10 anos, embora ninguém falava sobre isso, eu sabia o que acontecia com garotos como eu em nossa sociedade empobrecida; eles eram vítimas designadas, para serem usadas, com a bênção de todos, como objetos sexuais fáceis por homens frustrados. E eu sabia que ninguém me salvaria –  nem mesmo meus pais, que certamente me amavam. Para eles também, eu era vergonha, imundície. Um 'zamel' (...)

Tudo chegou a um ponto em uma noite de verão em 1985. Estava muito quente. Todos tentavam em vão adormecer. Eu também estava acordado, no chão ao lado de minhas irmãs, minha mãe perto. De repente, as vozes familiares de homens bêbados nos alcançaram. Todos nós os ouvimos (...) Esses homens, que todos nós conhecemos muito bem, gritaram: 'Abdellah, menina, desce. Desce. Acorda e desce. Todos queremos você. Desce, Abdellah. Não tenha medo. Não vamos machucá-lo. Só queremos transar com você.' (...)

Eu esperava que meu irmão mais velho, meu herói, se levantasse e respondesse (...) Mas meu irmão, o monarca absoluto de nossa família, não fez nada. Todos me viraram as costas (...) Eu nunca mais fui o mesmo Abdellah Taïa depois daquela noite (...) Comecei por manter a cabeça baixa o tempo todo. Cortei todos os laços com as crianças do bairro. Alterei meu comportamento. Eu mantive-me em cheque: sem mais gestos femininos, sem mais voz de mel, sem mais ficar perto das mulheres. Nada. Tive que inventar um novo Abdellah (...) Mais cedo ou mais tarde, deixaria tudo para trás. Cresceria e encontraria liberdade em outro lugar. Mas, entretanto, eu me tornaria duro. Muito duro.
O irmão mais velho de Taïa, Abdelk'bir, foi uma influência cultural para Taïa, apresentando-o à música de David Bowie, James Brown e Queen, aos filmes de David Cronenberg, Elia Kazan e Ang Lee, e aos livros de Robert Louis Stevenson, Dostoiévski e Tawfik al-Hakim. Ele "passou a infância assistindo a filmes egípcios, detalhando-os em um álbum de recortes onde colecionava fotos de estrelas de cinema que admirava, como Faten Hamama e Souad Hosni", de acordo com o The New York Times. "A liberdade no cinema egípcio, onde as mulheres apareciam sem véus e o álcool era consumido abertamente, invadiu sua sala de estar e lhe deu esperança." Ele disse que os filmes egípcios eram "a única cultura à qual tínhamos acesso no Marrocos, como uma família pobre (...) Eles nos ensinaram muito sobre o amor, sobre a sociedade, sobre nós mesmos. E como homossexual, eles praticamente me salvaram, porque me permitiram escapar para todo esse outro mundo." Ele também disse que "os filmes egípcios me salvaram (...) Já havia a ideia de transgressão pela televisão acontecendo na minha casa com minhas irmãs. Na minha cabeça, eu conectei isso à homossexualidade." Aos treze anos, ele "decidiu que um dia [ele] iria para Paris para ser o que [ele] queria ser: um diretor e cineasta."
Os pais de Taïa "enfatizaram a educação e enviaram cinco de seus nove filhos para a universidade". Ele estudou literatura francesa enquanto vivia em Rabat, "seu olhar fixo em Paris e nas possibilidades que a cidade representava para ele, ou seja, uma carreira no cinema". Taïa disse em 2010 que "estava claro para mim que eventualmente eu tinha que ir para Paris, porque esta era a cidade de Isabelle Adjani (...) Esta era a cidade de Rimbaud e Marcel Proust (...) O objetivo era ir lá para ser livre como homossexual, mas ao mesmo tempo para realizar esses sonhos – escrever filmes e livros, e sonhar alto, se assim posso dizer."
Quando ele começou a faculdade, ele:
percebi que meu francês era muito ruim. Para dominá-lo, decidi escrever meu diário em francês. Para mim, essa foi a melhor maneira de me confrontar com a linguagem, de ter um relacionamento com ela sem qualquer mediação ou intercessão. Minha escrita literária surgiu dessa relação e desse diário, que mantive por muitos anos no Marrocos. Foi assim que me tornei escritor.
As suas competências em francês "melhoraram tanto", em grande parte graças ao seu diário, "que ele ganhou uma bolsa para estudar literatura francesa do século XVIII em Genebra". Foi para a Suíça em 1998 e estudou lá durante um semestre. Em 1999, foi para a Sorbonne, com outra bolsa, para trabalhar na sua tese de doutoramento. Em Paris, "Taïa rompeu com o que considerava os limites opressivos da sua família e da sociedade marroquina e iniciou um processo de autoatualização".

## Carreira
Os livros de Taïa abordam sua vida em uma sociedade homofóbica e têm um pano de fundo autobiográfico sobre as experiências sociais da geração de marroquinos que atingiu a maioridade nas décadas de 1980 e 1990. Cinco romances de Taïa foram publicados pela Editions du Seuil na França. Dois dos seus romances, Salvation Army (2009) e An Arab Melancohlia (2012), foram publicados em tradução inglesa pela Semiotext(e).

### Mon Maroc(Meu Marrocos)
Taïa disse que Mon Maroc (Meu Marrocos) "é a minha história. A história da minha vida marroquina que aconteceu, ao longo de 25 anos, nas margens do rio Bou Regreg, nas duas cidades que estão localizadas em sua foz: Rabat e Salé, a primeira na margem esquerda, a outra na margem direita." Taïa queria nomear o livro em homenagem a My Own Private Idaho, de Gus Van Sant, um filme que "se tornou mítico" para ele quando o viu no Marrocos. Na falta de um equivalente francês, ele usou Meu Marrocos.

### Le Rouge du Tarbouche(O Vermelho de Fez)
O segundo livro de Taïa, Le Rouge du Tarbouche (O Vermelho do Fez), é uma coletânea de contos. Marcou o início do seu desafio aberto às leis antigay de Marrocos. Depois que um canal de TV marroquino enviou uma equipe de filmagem a Paris para entrevistar Taïa para um documentário sobre artistas marroquinos que vivem no exterior, a cobertura atraiu a atenção de outras mídias, tornando o livro um best-seller. Taïa tornou-se “um improvável queridinho literário no país de onde havia fugido".

#### Repercussão pós-entrevista deLe Rouge du Tarbouche
Taïa explicou o que aconteceu quando Le rouge du Tarbouche foi lançado no Marrocos e ele foi entrevistado por uma repórter do jornal franco-árabe Tel Quel: "Ela queria fazer um perfil sobre mim e estava interessada em falar sobre os temas da homossexualidade em meus livros. Ela queria saber se eu estava disposto a falar livremente. Estávamos em um café em Casablanca. Nunca imaginei que aconteceria assim, mas entendi que era o momento da verdade: a verdade sobre mim, meus livros e minha posição no mundo. Embora fosse realmente assustador e eu soubesse que haveria muitas consequências, eu tinha que fazer isso. Eu devia isso àquele garotinho que tinha sonhos aos treze anos. Agora que tenho a possibilidade de falar, não vou parar." A história de capa resultante no Tel Quel foi intitulada "Homosexuel, envers et contre tous" (Homossexual, contra todas as probabilidades).
Ele foi embora e, em outra entrevista, ele disse porque:
Eu nunca me escondo. Nunca deixei esse aspecto da minha personalidade de lado. Conheço muitos intelectuais ou escritores gays que dizem: "Não vou falar sobre homossexualidade porque isso não interessa às pessoas". Mas para mim isso não faz sentido. Seria como um heterossexual que não se apresenta como heterossexual. Eu nunca planejei sair.
Depois que Taïa se assumiu publicamente, "levou anos para superar as divergências" entre ele e sua família, ele disse ao The New York Times em 2014. "Eles choraram e gritaram (...) Eu chorei quando me chamaram. Mas não vou me desculpar. Nunca."
Depois que ele começou a falar em público sobre sua homossexualidade, ele foi amplamente condenado no Marrocos.
O editor do Al Massae, Marrocos, o jornal mais vendido da cidade, escreveu um editorial denunciando Taïa e atacando o uso de dinheiro público para financiar programas de TV que o apresentavam. Blogueiros pediram que ele fosse apedrejado. Leitores de jornais escreveram para atacar suas credenciais. 'Eles disseram que eu sou uma prostituta e não mais uma muçulmana, que eu deveria me desculpar pela vergonha que trouxe para minha mãe, para minha religião, para minha cidade, para meu país. Esses ataques doeram, mas pior foi o silêncio dos intelectuais marroquinos. Isso apenas confirmou que eles eram pessoas mortas que vivem em outro mundo – eles não falam sobre nós, sobre a realidade do Marrocos.'
Alguns membros da imprensa marroquina, no entanto, foram "realmente solidários", assim como a imprensa francesa e parte da imprensa árabe, recordou mais tarde, mas "outros estavam apenas a atacar, a atacar, a atacar sem parar".
O escândalo sobre a revelação de Taïa levou a "um debate sobre os direitos dos homossexuais e a opressão do indivíduo em Marrocos e, em maior medida, em todo o mundo árabe". Ainda assim, em 2014, ele continua a ser "o único intelectual marroquino a 'sair do armário'".

### L'Armée du salut(Salvation Army)
Durante a indignação pública sobre a sua entrevista em Tel Quel, Taïa escreveu L'armee du Salut (Salvation Army), um "bildungsroman dos seus sonhos e indiscrições juvenis, passado em Rabat, Tânger e Genebra".
A editora de língua inglesa de Taïa, Semiotext(e), descreve Exército da Salvação como "um romance de amadurecimento que narra a história da vida de Taïa com total revelação — desde uma infância limitada pela ordem familiar e tensões (homos)sexuais latentes na cidade pobre de Salé, passando por uma adolescência em Tânger carregada pela atração do jovem escritor por seu irmão mais velho, até sua decepcionante 'chegada' ao mundo ocidental para estudar em Genebra na idade adulta — e, ao fazê-lo, consegue queimar a singularidade em primeira pessoa do autor para incorporar a complexa mistura de medo e desejo projetada pelos árabes na cultura ocidental e avançar em direção à restituição de sua alteridade."
Salvation Army foi descrito na Out Magazine como "um romance gay de amadurecimento" cuja "perspectiva – enraizada no mundo claustrofóbico de um bairro marroquino pobre – lhe confere um frescor raro na literatura inglesa". Foi descrito pelo autor David Ebershoff como um dos melhores livros gays de 2009 e por Edmund White, que escreveu a introdução da edição americana, como marcado por "uma simplicidade que somente inteligência, experiência e ampla leitura podem comprar". A revista Variety o chamou de "uma revelação ousada, sem adornos de culpa ou sensacionalismo e confrontando diretamente as expectativas ocidentais, pelo menos nos círculos gays, da juventude árabe como adornos em vez de companheiros iguais".
A Interview Magazine descreveu o Salvation Army como:
uma contribuição valiosa não apenas para a ficção queer, mas também para a literatura da diáspora norte-africana. Moradora de Paris na última década, Taïa se juntou à coluna de expatriados marroquinos — Tahar Ben Jelloun e Abdelkebir Khatibi, entre outros — que lançam um olhar telescópico sobre o espinhoso e muitas vezes violento intercâmbio ideológico entre a Europa pós-moderna e a África pós-colonial. Mas as palavras de Taïa não estão rabiscadas com a política belicosa de um partidário; ao contrário, são augúrios de um mundo familiar imbuído de magia e pobreza; alegre e resoluto; uma prosa de divindade e apostasia gritantes."

### Une mélancolie árabe(An Arab Melancholia)
Une mélancolie árabe (An Arab Melancholia) é um "romance autobiográfico de autodescoberta (...) sobre um homem assumidamente gay que vive entre culturas no Egito e na França".

### Le jour de roi(O Dia do Rei)
Seu romance Le jour de roi (O Dia do Rei), sobre o Rei Hassan II, "foi proibido no Marrocos". Mas depois de receber o prémio literário Prix de Flore de 2010, "a proibição foi levantada. Os meus livros estão agora traduzidos para o árabe e estão disponíveis em Marrocos, um sinal de que as coisas estão a mudar".

### Lettres à un jeune marocain(Cartas a um Jovem Marroquino)
Taïa respondeu à morte de dois jovens irmãos em um ataque suicida ao consulado dos EUA em Casablanca em 2007 com um editorial do Le Monde intitulado "Temos que salvar a juventude marroquina". A seu pedido, vários artistas e escritores marroquinos de sua geração escreveram ensaios de acompanhamento ao seu editorial, que foram publicados em 2009 como um livro, editado por Taïa, intitulado Lettres à un jeune marocain (Cartas a um Jovem Marroquino). Pierre Bergé, o parceiro de Yves Saint Laurent, "concordou em financiar a impressão e distribuição de 90 mil cópias do livro em francês e árabe".

### Vivre à ta lumière (Viva na Sua Luz)
Publicado em 2022, segundo a editora inglesa do livro Penguin Random House Canada, "esta é uma história em louvor a uma mulher, uma lutadora, baseada na mãe de Taïa, M'Barka Allali Taïa (1930-2010), a quem o livro é dedicado. Três momentos da vida de Malika, uma conterrânea marroquina é sua voz. O primeiro marido de Malika foi enviado pelos franceses para lutar na Indochina, o romance se passa de 1954 a 1999 – da colonização francesa à morte do rei Hassan II. Na década de 1960, em Rabat, ela faz todo o possível para impedir que sua filha Khadija se torne empregada doméstica na villa de uma rica francesa. Um dia antes da morte de Hassan II, um jovem ladrão homossexual, Jaâfar, entra em sua casa e quer matá-la. Malika relata com raiva suas estratégias para escapar das injustiças da história. Para sobreviver e ter um pequeno espaço próprio".

### Ensaios e artigos
Em 2009, quando o Ministério do Interior de Marrocos começou a reprimir a escrita que desafiava os "valores morais e religiosos" do país, Taïa publicou uma carta aberta, "A homossexualidade explicada à minha mãe", em Tel Quel.

Taïa escreveu um artigo para o The Guardian em dezembro de 2010 sobre Mikhail Khodorkovsky, que:
anteriormente o homem mais rico do país, foi acusado de fraude fiscal em 2003 e está preso em uma prisão na Sibéria há sete anos. O crime dele? Ter desejado para seu país uma verdadeira democracia, bem como um respeito genuíno pelos direitos humanos (...) Desde 2003, esse homem inteligente, romântico e maravilhoso é meu único herói. Ele está longe de ser perfeito, mas sua batalha, da qual ele se recusa a desistir, me toca profundamente. A Rússia e o mundo precisam dele.

### Adaptação para o cinema
Taïa dirigiu uma adaptação cinematográfica de seu livro Salvation Army. "Deu ao mundo árabe seu primeiro protagonista gay na tela", de acordo com o The New York Times. Taïa disse que o filme Black Narcissus de Michael Powell "influenciou diretamente Salvation Army". O filme, uma produção franco-marroquina-suíça, foi exibido nos festivais de cinema de Veneza e Toronto em 2013. Foi exibido em fevereiro de 2014 no Festival Nacional de Cinema de Tânger, ganhou o Grande Prêmio no Festival de Cinema de Angers, na França, e foi exibido no Festival de Novos Diretores em Nova Iorque em março de 2014. O crítico da Variety afirmou que no filme "Taïa mantém o essencial, mas retira o calor e a percepção, sem nenhuma percepção nova que compensasse". Outro crítico, no entanto, chamou o filme de "disciplinado e poético", elogiando Taïa por conseguir "considerar sua própria história com relativa objetividade" e concluindo que o filme "evita as armadilhas habituais do cinema político, precisamente porque Taïa consegue permanecer focado nos detalhes, na sensação avassaladora das coisas". Um crítico da revista Atlantic escreveu que num Festival de Cinema de Veneza "notável pela prevalência de obras que lidam com problemas globais e sociais, talvez nenhum filme tenha misturado o pessoal e o político de forma tão marcante como L'Armée du salut ( Exército da Salvação ) de Abdellah Taïa".
"Antes das filmagens", observou Taïa, ele apresentou o roteiro do seu filme "na sua forma original às autoridades do Centro Nacional do Cinema Marroquino (...) Eles aprovaram o roteiro e espero que acabem por dar seguimento permitindo que o filme seja lançado."

### Projetos posteriores
Taïa disse em abril de 2014 que seu próximo livro seria "um conto sobre velhas prostitutas marroquinas que, no final de suas carreiras em turnê pelo mundo, desembarcaram em Paris".
No outono de 2015, Taïa visitou a Universidade de Pittsburgh como pesquisadora visitante no Programa de Gênero, Sexualidade e Estudos Femininos. Enquanto estava no campus, ele gravou um podcast como parte do Ano das Humanidades da escola.

## Outras atividades profissionais
Em 2001, ele fez uma participação em um filme gay francês The Road to Love.
Participou em outubro de 2013 do Festival Internacional de Autores.
Ele discursou no Fórum da Liberdade de Oslo em maio de 2014.

## Análises temáticas

### Homossexualidade
"O problema com os homossexuais", segundo Taïa:
é que eles não são aceitos desde o início. De onde eu venho, homossexuais supostamente não existem, o que é uma coisa horrível de se conviver e aceitar. Não tive outra escolha a não ser aceitar essa inexistência. Poderíamos chamar a isto exílio, ou seja, o teu povo, aqueles que dizem que te amam, que te querem proteger, que querem o melhor para ti, e que te dão comida — leite, mel e tantas outras coisas — negam-te o mais importante, que é reconhecer-te como ser humano.

De acordo com um perfil do The New York Times de 2014, Taïa:
melhorou as relações com a maioria dos membros da família, embora ainda haja momentos estranhos. Seu irmão mais velho, sempre frio e distante, continua afastado (...) Sua mãe morreu logo depois que o Sr. Taïa se assumiu, e agora ele tem um relacionamento cordial com suas irmãs. Ele tem mais de 40 sobrinhos e sobrinhas que simbolizam uma nova geração de marroquinos de mente mais aberta – eles costumam postar mensagens de incentivo em sua página oficial do Facebook.
No entanto, "ele acha difícil voltar para casa" porque não consegue falar com os irmãos. "Eu sou apenas um ser humano. Eles tinham vergonha de mim. Eu sempre senti que tinham. Não quero que eles tenham orgulho de mim. E de qualquer forma, eles não têm." Ele "não pode viver em Marrocos", diz ele, porque "todo o seu bairro queria me estuprar. Muitas pessoas em Marrocos são abusadas por um primo ou um vizinho, mas a sociedade não as protege. Lá, o estupro é insignificante. Não há nada que você possa fazer."
Ele disse em 2012 que, embora o governo e a sociedade marroquina não tenham mudado drasticamente as suas opiniões sobre a homossexualidade, uma coisa que mudou é que "quando os funcionários falam sobre os direitos humanos e a liberdade dos indivíduos, também falam sobre os homossexuais". Além disso:
a imprensa marroquina mudou dramaticamente sua visão sobre a homossexualidade — por exemplo, eles me defendem. Eles também dão aos gays no Marrocos a chance de se expressarem. Há jovens gays marroquinos que criaram uma revista gay em árabe. E agora há uma palavra árabe para "homossexual" que não é desrespeitosa: "mithly". Foi criada há apenas seis anos e agora é usada em todo o lado.

### Islamismo e Primavera Árabe
De acordo com um perfil do The New York Times de 2014, Taïa "considera-se muçulmano porque é muito espiritual e acredita que a liberdade existiu no islamismo por meio de pessoas como o filósofo árabe Averróis e o poeta iraniano Rumi, e em obras como '1001 Noites'". Taïa disse ao Times : "Não quero me dissociar do islamismo (...) Faz parte da minha identidade. Não é porque sou gay que o rejeitarei. Precisamos recuperar essa liberdade que existiu no islamismo". Em 2013, Taïa disse ao The Atlantic: "Considero-me culturalmente muçulmano. Sinto-me conectado aos grandes escritores e pensadores da civilização islâmica, aos grandes filósofos, sociólogos e poetas. Acredito firmemente no secularismo e acho que os muçulmanos estariam melhor se libertassem da religião. O islamismo não deve ter nenhum papel no governo".
Ele apoiou fortemente o "movimento de 20 de fevereiro" no Marrocos, que exigia reformas democráticas. Ele escreveu sobre isso no livro de 2014 "Os árabes não têm mais medo". Ele disse que "as pessoas que iniciaram a Primavera Árabe são jovens, e a revolução foi-lhes roubada pelos islâmicos".

### Outros posicionamentos temáticos
Taïa é fã dos filmes de Marilyn Monroe e dos diretores Gus Van Sant, Douglas Sirk e Tsai Ming-Liang.
"Os livros, como o filme, não resolvem nada", disse Taïa ao The New York Times em 2014; "o que produzo artisticamente não me ajuda em nada na minha vida real. Nada se resolve. Tudo é complexo, complicado. Acredito sinceramente que só existe amor para curar e acalmar almas atribuladas."

## Prêmios e honrarias
Le jour du Roi foi premiado com o Prix de Flore da França em 2010.

## Vida pessoal
Em 2007, ele saiu publicamente do armário em uma entrevista à revista literária TelQuel, o que gerou polêmica em Marrocos.

## Obras publicadas
- Mon Maroc (em francês). Séguier, 2000. Tradução para o inglês de Rachael Small: Another Morocco: Selected Stories, Semiotext(e), 2017.
- Le rouge du tarbouche (em francês). Séguier, 2004. Tradução para o inglês de Rachael Small: Another Morocco: Selected Stories, Semiotext(e), 2017.
- L'Armée du salut (em francês). Seuil, 2006. Tradução para o inglês de Frank Stock: Salvation Army, Semiotext(e), 2009.
- Maroc 1900–1960, un certain regard (em inglês). Actes Sud, 2007 (com Frédéric Mitterrand).
- Une mélancolie arabe (em francês). Seuil, 2008. Tradução para o inglês de Frank Stock: An Arab Melancholia, Semiotext(e), 2012.
- Le jour du roi (em francês). Seuil, 2010.
- Infidèles (em francês). Seuil, 2012. Tradução para o inglês de Alison Strayer: Infidels, Seven Stories Press, 2016.
- Un pays pour mourir (em francês). Seuil, 2015. Tradução para o inglês de Emma Ramadan: A Country for Dying, Seven Stories Press, 2020[30] - ganhou o Prêmio PEN de Tradução de 2021.[31]
- Celui qui est digne d'être aimé (em francês). Seuil, 2017.
- La Vie lente (em francês), romance, Seuil, 2019.
- Vivre à ta lumière, (em francês), roman, Seuil, 2022.
- Le Bastion des larmes (em francês), romano, julliard, 2024.